# فهد سبیل
فهد سبیل (انگلیسی: Fahad Sebil؛ زادهٔ ۱۰ مارس ۱۹۸۹) بازیکن فوتبال اهل امارات متحده عربی است.